# Muhammad Rio Saputra
Muhammad Rio Saputra (sinh Jepara, 7 tháng 12 năm 1995) là một cầu thủ bóng đá người Indonesia hiện tại thi đấu ở vị trí hậu vệ cho câu lạc bộ tại Liga 1 PSIS Semarang.

## Sự nghiệp
Giữa mùa giải Indonesia Soccer Championship B 2016, Rio gia nhập PSIS Semarang từ kình địch, Persijap Jepara . Anh ra mắt trước Persekap Pasuruan với kết quả 3-1 cho PSIS Semarang . Rio thất bại khi giúp PSIS Semarang vào tứ kết năm 2016 nhưng giúp PSIS Semarang lên thi đấu tại Liga 1 Indonesia một năm sau.